# Kinder an die Macht (Lied)
Kinder an die Macht ist ein Rocksong des deutschen Musikers Herbert Grönemeyer, der von ihm selbst geschrieben und gemeinsam mit Norbert Hamm produziert wurde. Er wurde am 31. März 1986 vorab als erste Single aus dem Album Sprünge ausgekoppelt.

## Musik und Text
Der Midtempo-Rocksong ist mit E-Gitarren, aber auch Synthesizern instrumentiert und enthält gegen Ende ein E-Gitarrensolo von Jakob Hansonis. Grönemeyer besingt die Unvoreingenommenheit und Fröhlichkeit von Kindern und fordert, ihnen „das Kommando“ zu überlassen: „Gebt den Kindern das Kommando / Sie berechnen nicht, was sie tun / Die Welt gehört in Kinderhände / Dem Trübsinn ein Ende / Wir werden in Grund und Boden gelacht / Kinder an die Macht.“ Insbesondere Kriege gehörten dann der Vergangenheit an: „Die Armeen aus Gummibärchen / Die Panzer aus Marzipan / Kriege werden aufgegessen / Einfacher Plan / Kindlich genial …“

## Entstehung und Veröffentlichung
Kinder an die Macht wurde von Grönemeyer selbst geschrieben und gemeinsam mit Norbert Hamm produziert. Das Lied entstand anlässlich der Geburt von Grönemeyers Neffen. Er bezeichnete es als eines seiner Lieder, die überinterpretiert würden: „Plötzlich saß ich in Talkshows mit Kinderpsychologen und musste mich dafür rechtfertigen.“ An anderer Stelle sprach Grönemeyer gar von einem „Blödeltext“.

„Die Platte war fertig, es fehlte nur noch eine heitere Nummer, denn der Rest war eher ernst: Kohl an der Macht, Rechtsdruck und so weiter. Mein Bruder hatte eben ein Kind bekommen, und so habe ich Kinder an die Macht geschrieben. Ich wurde zu einer Radiosendung eingeladen und saß dann da mit drei Psychologen. Die fanden, das ginge doch nicht, so ein politisches Werk und dann noch über Kinder, ob ich überhaupt selbst welche hätte? Was soll man da sagen?“

Am 31. März 1986 erschien Kinder an die Macht als Single bei EMI, bevor es am 30. April auf dem Album Sprünge als erster Song zu hören war. Auf der B-Seite befindet sich der Song Lächeln. Das Singlecover ist wie das des Albums in Pink gehalten und mit der Zeichnung eines lachenden, in die Luft springenden Männchens versehen, das seine Arme und Beine von sich streckt. Im Album-Booklet wird dieses als „Ink-Männchen“ bezeichnet. Am 10. Mai 1986 führte Grönemeyer den Song bei Wetten, dass..? mit Frank Elstner aus Dortmund auf. Bei diesem Auftritt wurde das „Ink-Männchen“ als Bühnendekoration verwendet.
Der Song wurde auch auf mehreren Livealben und Kompilationen veröffentlicht.

## Chartplatzierungen

### In Deutschland
Am 14. April 1986 stieg Kinder an die Macht erstmals auf Rang 44 der deutschen Singlecharts ein. Ihre beste Chartnotierung erreichte die Single mit Rang 33 am 28. April 1986. Insgesamt platzierte sich Kinder an die Macht elf Wochen in den Charts und wurde nach Männer, Alkohol und Flugzeuge im Bauch zum vierten Charthit Grönemeyers als Interpret sowie Produzent. In seiner Autorenfunktion ist es nach Männer, Nackt im Wind (Band für Afrika) und Flugzeuge im Bauch ebenfalls der vierte Charthit. Koproduzent Norbert Hamm erreichte in dieser Funktion mit Kinder an die Macht erstmals die deutschen Singlecharts, als Autor landete er bereits den Charthit Alkohol.

### In Österreich
Der Titel trat am 15. Juni 1986 in die Ö3 Austria Top 40 ein, wo er sich insgesamt zehn Wochen hielt und als Höchstplatzierung Rang zehn erreichte. Für Grönemeyer ist es als Autor nach Nackt im Wind der zweite Single-Charterfolg in Österreich sowie der erste als Solointerpret. Hamm erreichte als Produzent zum ersten Mal die Charts in Österreich.
| ChartsChartplatzierungen | Höchstplatzierung | Wochen |
| ------------------------ | ----------------- | ------ |
| Deutschland (GfK)        | 33 (11 Wo.)       | 11     |
| Österreich (Ö3)          | 10 (10 Wo.)       | 10     |

## Coverversionen
Das Lied wurde vereinzelt gecovert. Der Sänger Hans de Booij veröffentlichte 1986 eine niederländische Version, Kinderen aan de macht. Auf Deutsch coverte zum Beispiel Christina Stürmer den Song 2006 auf der Compilation Come Together – A Tribute To BRAVO sowie auf der Maxi-Single zu Ohne Dich. Die Punkrock-Band Radio Havanna nahm das Lied 2020 für das Album Veto / Gossenhauer auf. Eine satirische Version gibt es von dem Kabarettduo Missfits, das das Lied als Kinder an die Wand in sein Programm Missfits & Band 1997 aufnahm.

## Rezeption
Sebastian Peters schrieb 2012, das Lied lebe „von der Kraft der Bilder und Vergleiche“. Grönemeyer fordere „überzogen idealistisch eine Regierung aus Kindern“ und setze „ihre Begehrlichkeiten jenen Herrschaftsinstrumenten“ entgegen, „derer sich die Erwachsenen bedienen.“
Anke Götzmann kritisierte 2015: „Grönemeyers Lied […] zeigt ein kindliches Politikverständnis, das Kindern nur eine äußerst beschränkte und sehr eindimensionale Wahrnehmung des Politischen zuschreibt. Kinder treffen noch keine Unterscheidungen zwischen gut und böse; sie kennen weder Rechte noch Pflichten. Als moralisch-humoristische Aufforderung an Erwachsene, ihre Einstellung noch mal zu überdenken, mag es angebracht sein. Betrachtet man es jedoch als Spiegel für das politische Wissen von Kindern in der Gesellschaft, erscheint es defizitär.“